# René Nicolau
Pour les articles homonymes, voir Nicolau.
René Nicolau, né le 7 janvier 1899 à Perpignan et mort le 20 mai 1945 à Saïgon, est un ingénieur et résistant français, Compagnon de la Libération. Polytechnicien et vétéran de la Première Guerre mondiale, il est ingénieur des ponts et chaussées en Indochine au début de la Seconde Guerre mondiale. Engagé dans la résistance contre les Japonais, il est arrêté par ceux-ci et meurt sous la torture. 

## Biographie

### Jeunesse et engagement
René Nicolau naît le 7 janvier 1899 à Perpignan, d'un père lieutenant au 12e régiment d'infanterie. En 1917, il fait son entrée à l'École polytechnique.

### Première Guerre mondiale
Pendant la Grande Guerre, les élèves polytechniciens sont en grande partie mobilisés dans le génie et dans l'artillerie. Nommé maréchal des logis, il est affecté au 32e régiment d'artillerie de campagne et termine la guerre au grade de sous-lieutenant.

### Entre-deux-guerres
Une fois démobilisé, il reprend ses études à l'école polytechnique et devient ingénieur des ponts et chaussées.

### Seconde Guerre mondiale
Nommé directeur des travaux publics en Indochine, il s'installe à Saïgon. Dès l'invasion japonaise de l'Indochine, il entre en résistance sous le pseudonyme de "Raymond" et, fondant et dirigeant le réseau Nicolau-Bocquet, il fournit de nombreuses et importantes informations aux services de renseignements français. En octobre 1944, le comité de résistance de Cochinchine et du Sud-Annam nomme René Nicolau à sa tête. Deux mois plus tard, il dirige la section politique de tout le sud de l'Indochine.
Repéré par la Kenpeitai, celle-ci l'arrête à la fin du mois d'avril 1945,. René Nicolau meurt sous la torture le 20 mai 1945 à Saïgon sans révéler le moindre de ses secrets,. Son corps rapatrié en France, il est inhumé à Estagel, dans les Pyrénées-Orientales.

## Décorations
|  |  |  |

| Chevalier de la Légion d'honneur | Chevalier de la Légion d'honneur | Compagnon de la Libération Par décret du 18 janvier 1946 | Compagnon de la Libération Par décret du 18 janvier 1946 | Médaille de la Résistance française | Médaille de la Résistance française |

## Hommages
- À Estagel, une avenue et une rue ont été baptisées en son honneur[5]. Son nom figure également sur le monument aux morts de la commune[6].
- À Paris, son nom figure sur le monument commémoratif de l'école polytechnique situé dans la cour du ministère de l'enseignement supérieur[7].
- À Palaiseau, son nom est inscrit sur le monument commémoratif aux anciens élèves situé dans le campus de l'école polytechnique[8].